# Elio Binda
Elio Binda (Cellina, 28 febbraio 1929) è un ex calciatore italiano, di ruolo difensore.

## Caratteristiche tecniche
Era un terzino destro.

## Carriera
Nella stagione 1947-1948 è in rosa al Parabiago, primo classificato nel girone E del campionato di Serie C; rimane in squadra anche nella stagione 1948-1949, nella quale segna 2 gol in 31 partite di campionato. Nel 1949 passa alla Juventus: rimane in rosa con i bianconeri per tre anni, dal 1949 al 1952, senza mai giocare partite di campionato. Nell'estate del 1952 viene ceduto al Piombino, in Serie B; nel corso della stagione 1952-1953 gioca 32 partite nel campionato cadetto con i toscani, segnando anche 4 reti.
Dopo un anno lascia i nerazzurri e va a giocare al Vicenza, con cui nella stagione 1953-1954 segna un gol (il 14 febbraio 1954 nella partita vinta per 1-0 contro il Padova) in 28 partite nel campionato di Serie B; viene riconfermato anche per la stagione successiva, nella quale disputa altre 7 partite di campionato con la squadra veneta. Nel 1955 dopo due anni lascia Vicenza e scende di categoria, accasandosi in Serie C alla Mestrina, squadra con la quale nella stagione 1955-1956 gioca 20 partite nel campionato di terza serie. Dopo un anno cambia nuovamente squadra, trasferendosi al Treviso: con i veneti nella stagione 1956-1957 gioca 18 partite in Serie C, mentre l'anno seguente disputa 17 partite nella Prima Categoria del Campionato Interregionale, dalla quale ottiene la promozione. Nella stagione 1958-1959 gioca poi altre 36 partite nel campionato di Serie C. Nella stagione 1959-1960 è infine in rosa al Varese, ancora in terza serie.

## Palmarès

### Club

#### Competizioni nazionali
- Serie C: 1

Parabiago: 1947-1948 (girone E Lega Interregionale Nord)